# イソベル・リリアン・グローグ
イソベル・リリアン・グローグ（Isobel Lilian Gloag、1865年 - 1917年）は、油彩と水彩の肖像画や、ポスターとステンドグラスのデザインで知られるイギリスの画家。

## 略歴
ロンドンで生まれた。両親はスコットランドのパースシャー出身であった。ロンドンの私立の美術学校、St John's Wood Art Schoolで学んだ後、スレード美術学校で学んだ。病気がちで美術学校を離れ、個人指導を受けた。パリでラファエル・コランにも学び、帰国後、ロイヤル・アカデミー・オブ・アーツの展覧会に出展が認められ、その後生涯で19点の作品をアカデミーの展覧会に出展した。
彼女の初期の作品はラファエル前派に影響されていたが、後の作品はより現代的となり、ヴィクトリア朝以降の耽美主義の例として扱われる。彼女は生涯を通じて健康問題に苦しみ、1917年1月5日にロンドンで51歳で死去した。

## 作品

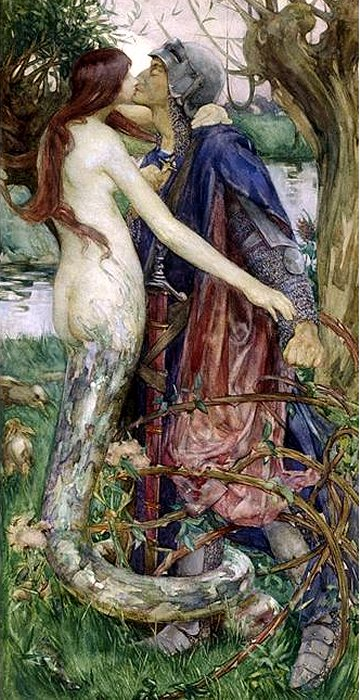
『鬼女のキス』（1890年頃）
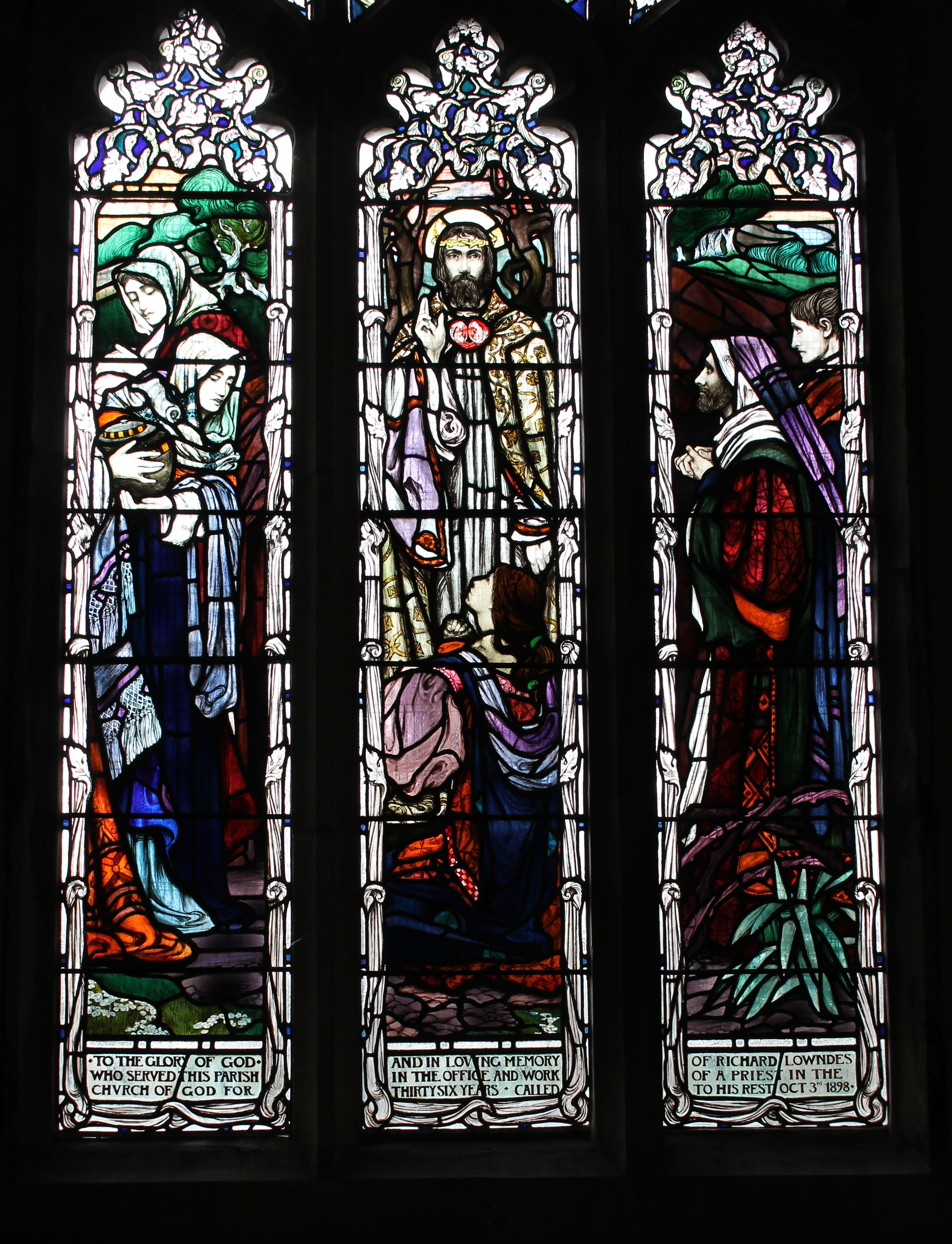
ステンドグラス
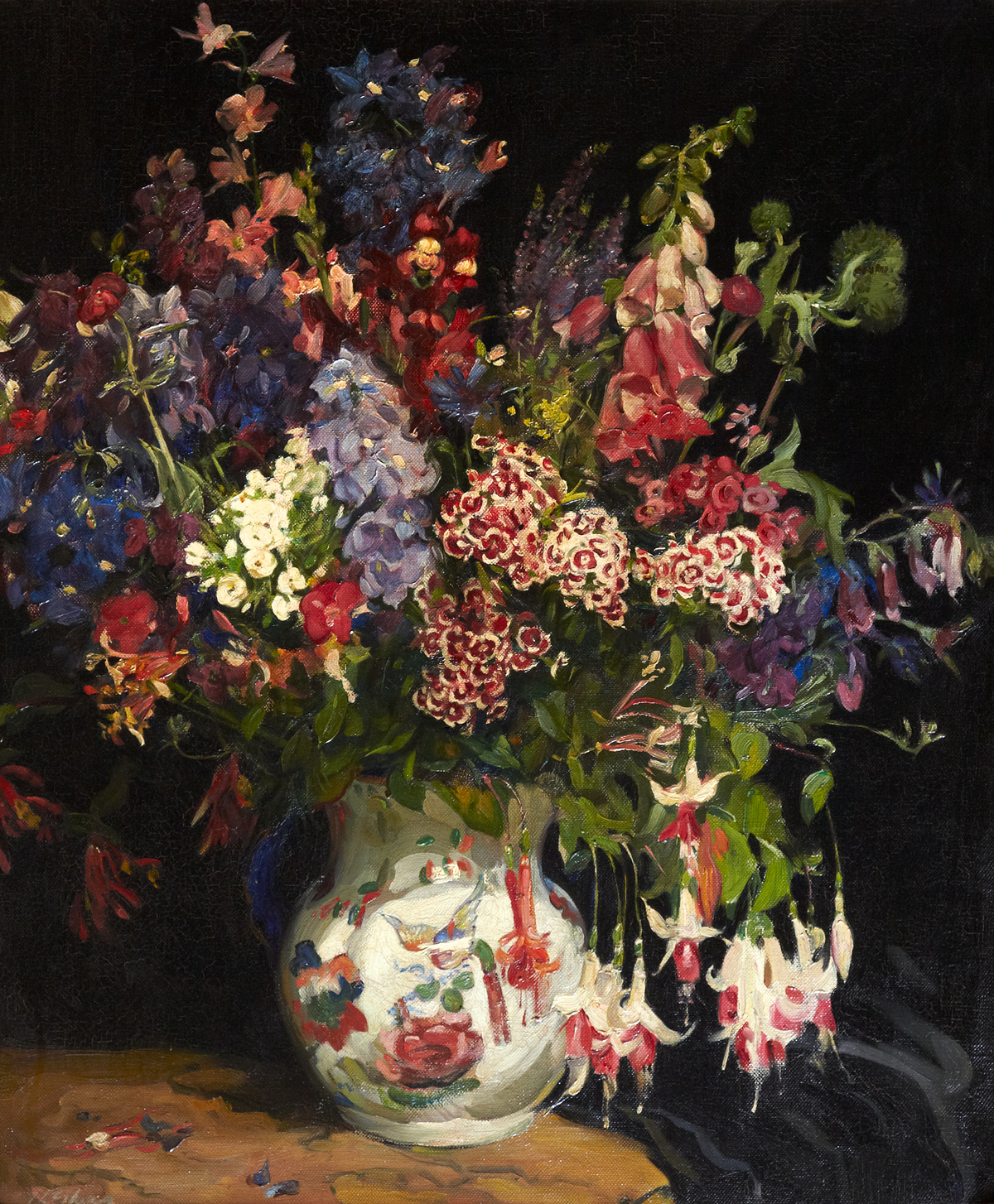
静物画

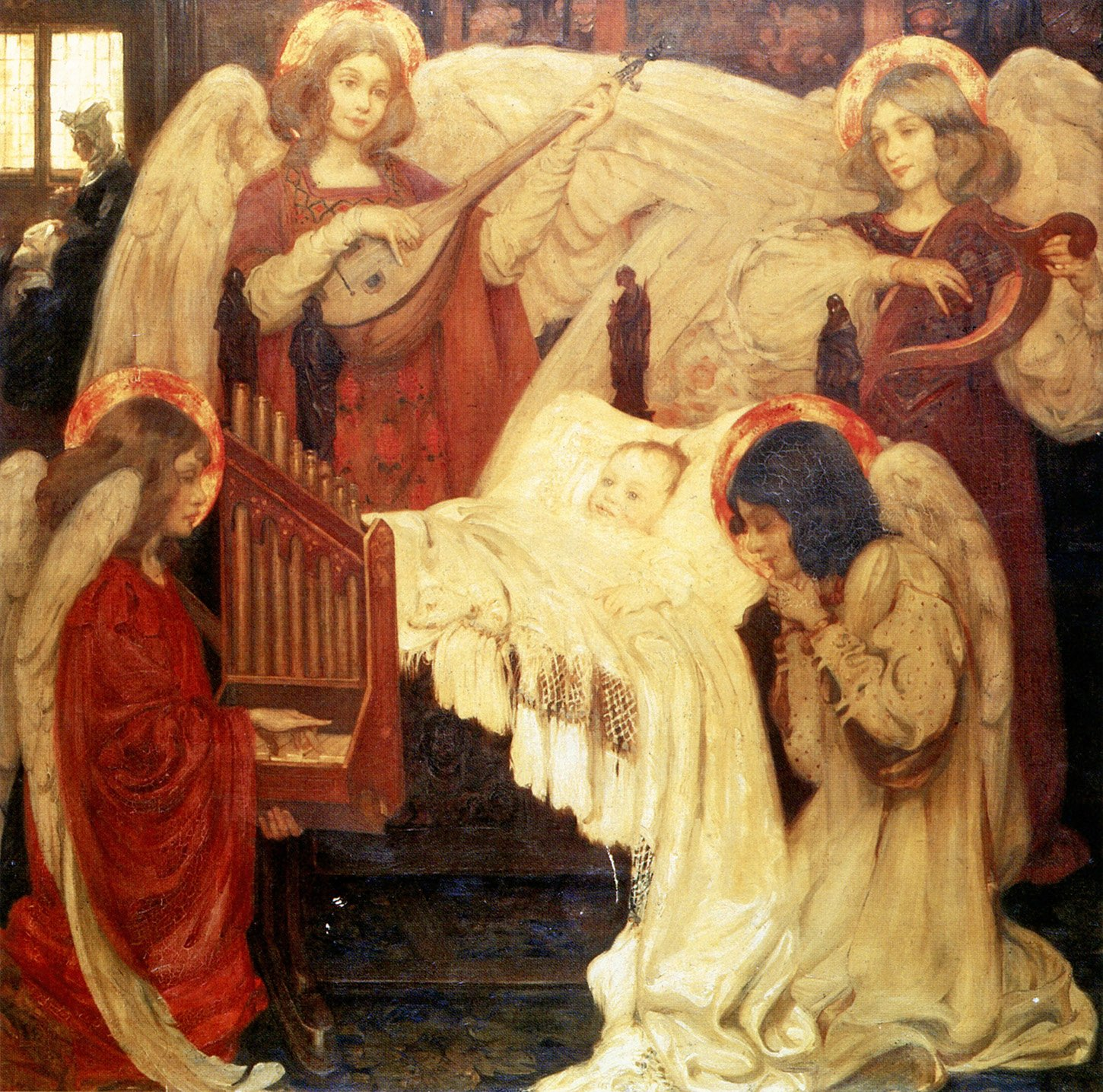
『寝台の四隅』 (1901年頃)
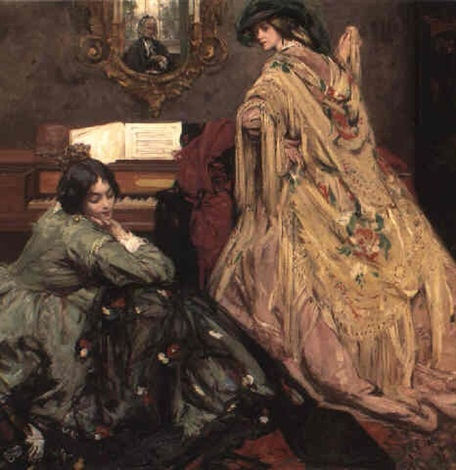
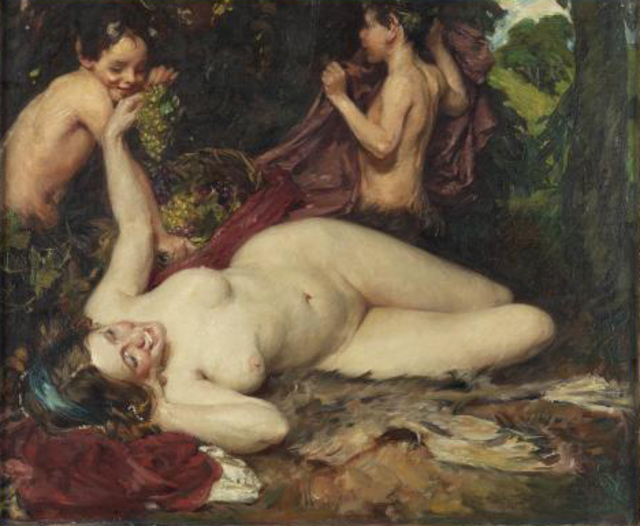